# Lupita González
Lupita González, född den 9 januari 1989 i Tlalnepantla, är en mexikansk friidrottare.
Han tog OS-silver i 20 kilometer gång i samband med de olympiska friidrottstävlingarna 2016 i Rio de Janeiro..